# Bibteron
Bibteron ist ein osttimoresischer Ort im Suco Bandudato (Verwaltungsamt Aileu, Gemeinde Aileu).

## Geographie
Bibteron befindet sich im Zentrum der Aldeia Daílor, auf einer Meereshöhe von 1235 m. Das Dorf liegt etwa anderthalb Kilometer östlich der Überlandstraße von Aileu nach Maubisse, mit der es über eine Piste verbunden ist. Einen halben Kilometer westlich von Bibteron befindet sich eine kleine Siedlung, zu der keine Straße führt. In Luftlinie anderthalb Kilometer entfernt liegt im Südwesten der Ort Lahae (Suco Lahae). Etwa gleich weit entfernt ist der Ort Raelete mit dem Sitz des Sucos Bandudato.